# Royaume de Rarotonga

Les trois étoiles du drapeau de Rarotonga représentent les trois tribus (vaka) du pays : Takitumu, Te Au o Tonga et Puaikura.

Le royaume de Rarotonga (en maori des îles Cook  ), du nom de l'île de Rarotonga, est un royaume indépendant dans les actuelles îles Cook, proclamé en 1858. Il devient en 1888, sur sa demande, un protectorat du Royaume-Uni de Grande-Bretagne et d'Irlande, puis prend le nom de Fédération des Îles Cook en 1893, et est annexé par la Nouvelle-Zélande en 1901.

## Création
Après la conversion précoce d'un bon nombre de grand chefs ariki importants, le soutien au christianisme augmente rapidement dans tout le groupe des îles du Sud. Les missionnaires chrétiens élaborent avec les chefs ariki des projets de codes juridiques qui, avec l’abolition de la violence comme moyen de règlement des conflits, conduisent à une stabilité politique sans précédent sur les îles. Le ministère britannique des Colonies décide en 1881 que les intérêts néo-zélandais dans la région nécessitent une certaine forme de protection contre les puissances étrangères et le gouvernement britannique répond positivement à la pétition présentée par des commerçants et des planteurs européens locaux pour nommer un consul britannique non rémunéré pour les îles Hervey, comme on appelait alors le groupe des îles du Sud.

## Protectorat britannique
Le bureau britannique des Colonies accepte en octobre 1885 l'offre de la Nouvelle-Zélande, alors colonie britannique autonome, pour que la Nouvelle-Zélande rémunère un consul britannique à Rarotonga à condition qu'il soit nommé par la Nouvelle-Zélande et qu'il agisse comme agent officiel du pays. Le consul résident doit aussi conseiller l'ariki dans la rédaction et l'administration des lois, et il signe tous les actes de la législature locale au nom du gouverneur général de la Nouvelle-Zélande. Il a aussi le droit de rejeter les propositions de loi. La reine Makea Takau demande officiellement en 1888 aux Britanniques d'établir un protectorat pour empêcher ce qu'elle pense être une invasion imminente des Français. Le gouvernement britannique accepte de permettre à son vice-consul de l'époque à Rarotonga de déclarer un protectorat sur les îles du groupe du Sud pour protéger les insulaires pro-britanniques et le commerce néo-zélandais. Le bureau des Colonies décide également que certaines autres îles du groupe du Nord doivent être annexées pour une éventuelle utilisation future comme stations de câbles transpacifiques.

## Fédération
Frederick Moss, le nouveau résident britannique, persuade en 1890 les ariki de Rarotonga de former une législature provisoire ou Conseil général, le premier gouvernement pour toute l'île. L'année suivante, les représentants des ariki de Rarotonga et des îles du groupe du Sud conviennent de constituer la première législature fédérale des îles. La mise en forme institutionnelle est loin d'être facile pendant la dernière décennie du XIXe siècle, de nombreux changements ont lieu, qui ne sont pas bien acceptés par certains ariki et membres de la noblesse.

## Annexion par la Nouvelle-Zélande
Les Britanniques étant réticents, les Néo-Zélandais et les résidents européens doivent exercer une pression constante sur eux pour qu'ils cèdent les îles Cook à la Nouvelle-Zélande. Il y a cependant des désaccords, et deux ariki disent au Premier ministre néo-zélandais Richard Seddon que les chefs traditionnels veulent que les îles Cook restent annexées à la Grande-Bretagne. Mais le 27 septembre 1900, le Parlement de Nouvelle-Zélande approuve l'annexion des îles à la Nouvelle-Zélande ; le mois suivant, le gouverneur de Nouvelle-Zélande, Lord Ranfurly, débarque à Rarotonga. Les cinq ariki et les sept petits chefs signent un acte de cession et les îles Cook sont annexées par la Nouvelle-Zélande le 7 octobre 1900 sans aucun débat ni examen des ramifications ou des implications.
Le 11 juin 1901, la Nouvelle-Zélande élargit ses frontières pour inclure les îles Cook, et le pouvoir des ariki est supprimé.